# 아일랜드의 동성결혼
아일랜드 공화국은 2015년 5월 22일 세계 최초로 국민투표를 통해 동성결혼을 허용하는 헌법 개정안을 통과시켰으며, 관련 법 정비를 한 후 2015년 11월 16일부터 동성커플에게도 결혼증명서를 발급하고 있다.
2015년 5월 22일 국민투표에 부쳐진 헌법 개정안은 성별에 관계없이 두 성인간의 결혼을 인정하는 것을 골자로 하였다. 헌법 개정안은 찬성 62.07%, 반대 37.93%, 투표율 60.52%로 국민투표를 통과한 뒤 8월 29일 대통령의 서명을 받았다. 개정된 헌법에 따라 동성결혼이 포함된 《결혼법》 또한 10월 22일 아일랜드 국회인 에러크터스를 통과하였으며 10월 29일 대통령의 서명을 받았다. 국민투표가 위법이라고 주장하는 동성결혼 반대자들의 소송으로 인해 동성결혼 시행이 연기되었으나, 고등 법원의 각하 결정에 따라 2015년 11월 16일이 공식 시행일자로 확정되었다. 그리고 2015년 11월 17일 아일랜드의 첫번째 동성결혼식이 열렸다.
아일랜드 공화국은 2010년부터 시민결합 제도를 운용해왔다. 2011년 통계조사에 따르면 시민결합을 한 커플이 143,600 쌍이며 그 중 4,042쌍이 동성커플이라고 발표하였다. 동성결혼 합법화 후 아일랜드 공화국 정부는 더 이상 추가로 시민결합을 받지 않기로 하였다.

## 배경

### 법개혁위원회
2000년 12월 아일랜드 공화국 정부가 주도하는 법 개혁의 두번째 단계의 일부로서 법개혁위원회는 동거자들의 권리와 의무에 대해 전면 검수를 시작하여, 2004년 4월 동성커플도 포함된, 동거자들을 위한 법률 권고가 담긴 보고서를 발간하였다. 이에 따라 법무부는 2006년 12월 최종 보고서를 작성하였다. 위원회의 권고는 2~3년간 결혼하지 않고 동거해온 커플들을 사실혼관계로 법원을 통해 인정하도록 하는 것으로, 이들에게 재산권, 상속, 연금, 사회보장, 세무등에서 법적 권리가 주어줘야 한다고 주장하였다.

### 헌법 검토
2002년, 아일랜드 공화국 헌법의 모든 조항을 재검토할 모든 원내 정당을 포함하는 위원회가 설립되었다. 2004년 10월 위원회는 가족과 관련된 조항들을 검토하기 시작하였으며, 그 과정에서 가족에 대한 정의와 동성커플의 결혼할 권리 등이 주요 쟁점이 되었다. 헌법 제 41조 1항에 따르면, 정부는 결혼과 가족의 성립을 공격으로부터 보호하고 특별히 돌봐야한다고 나와있다.
위원회는 2005년 봄 구술 심리를 가졌으며, 제출받은 제안서 중 60% 이상이 가족과 결혼에 관한 조항을 바꾸는 어떤 헌법 개정안도 반대한다는 항의서였다. 이에 따라 2006년 1월 24일 발간된 최종보고서는 국민투표에서 반대여론이 압도적일 것이라 예상하여 결혼 및 가족과 관련된 헌법 조항을 개정하지 말것을 권고하였다. 위원회는 대신 일부의 권리와 의무를 보장해주는 시민결합 제도를 도입할 것을 제안하였다. 또한 법개혁위원회가 추천한 법정의 사실혼 관계 인정을 아이가 있는 커플은 사실혼 관계를 따지기도 쉽다는 이유로 이성커플에게만 한정해서 도입할 것을 권고하여 논란의 여지가 되었다.

### 소송
2003년 9월 캐나다의 브리티쉬 컬럼비아에서 결혼한 한 동성커플이 결혼한 부부로서 세무 혜택을 인정해달라며 2004년 11월 아일랜드 공화국 정부를 상대로 소송을 시작하였다. 2006년 10월 고등 법원에서 첫 심리가 열렸고, 12월 공개된 판결에 따라 아일랜드 공화국의 헌법은 결혼을 남녀간으로 정의하고 있다고 하여 원고 패소로 결정하였다.
커플은 2007년 2월 대법원으로 상고하였으나, 시민결합 등 다른 법률에 대해 심리해야한다며 다시 고등법원으로 사건을 배정하였다.

### 콜리 보고서
2005년 12월 20일 법무부 장관 마이클 맥도웰은 정부가 부여해 줄 수 있는 선택권을 제공하기 위해 법무부내에 업무 그룹을 신설한다고 발표하였다. 이는 북아일랜드의 벨파스트에서 5일 전 영국의 새 시민결합 법에 따라 첫 시민결합 커플이 탄생한데에 따른 반응이였다. 정부 관계자는 앞선 위원회들의 보고서를 따를 것이라 하였나, 당시 총리인 버티 어헌은 곧 다가올 총선에 따라 이것을 추진할 적절한 시기가 아니라고 말했다.
전 국회의원 앤 콜리를 대표로 성소수자 인권 단체들도 법무부내 업무 그룹에 포함되었다. 이 업무 그룹은 2006년 5월 회담을 가졌으며, 동성결혼과 시민결합이 시행중인 다른 나라들의 전문가들도 참석하였다. 이 회담에서 법무부장관의 연설은 정부의 계획에 반대하는 반동성애 카톨릭단체(Ancient Order of Hibernians)의 방해를 받기도 하였다.
2006년 11월 최종 보고서가 발간되었다. 콜리 보고서는 시민결합 제도가 동거하는 동성커플이 직면한 대부분의 법적 권리 문제를 해결할 것이며, 동성결혼은 국민투표를 통해 도입되어야 한다고 주장하였다. 내각은 보고서를 검토하였으나, 총선 전까지 어떤 관련 법안도 제안되지 않았으며, 관련 소송이 끝나지 않았다는 이유로 야당의 요구도 모두 거절하였다.

### 시민결합
70, 80년대 성소수자 인권을 위해 싸워온 무소속 상원의원 데이비드 노리스는 2004년 상원의회에 시민결합법안을 상정하였다. 법무부장관 마이클 맥도웰이 참여한 토론회가 2005년 2월 16일에 열렸으며, 과반 이상의 국회의원들은 법안에 담긴 원칙에 동의하며 상원의원의 공로에 찬사를 보냈다. 하지만 법개혁위원회의 검토와 관련 소송등에 의해 국회의 표결은 무기한 연기되었다.
2006년 12월 고등법원의 판결이 있은 같은 날 노동당이 시민결합법안을 재상정하였으나, 2007년 총선과 함께 자동 폐기되었다.
2007년 총선 이후 녹색당이 포함된 새 연립정부는 시민결합을 도입하기로 합의하여, 2008년 6월 24일 시민결합법안을 발표하였다. 법안이 통과되기까지 약 6개월 정도의 기간이 소모될 것으로 예상하여 빠르면 2009년 6월부터 시행될 것으로 기대하였다. 그러나 헌법 제 41조와 충돌할지도 모른다는 의혹이 제기되었고, 총리 브라이언 카우언은 법무상과 충분한 상의를 거친 법안인 만큼 문제될 것이 없음을 표명하였다. 결국 법안은 2009년 6월 26일이 돼서야 공식적으로 상정되었으며, 2010년 7월 8일 국회 양원을 통과한 뒤 7월 19일 대통령의 서명을 받았다. 시민결합 제도는 2011년 1월 1일부터 공식 시행되었다.

## 역사

### 국민투표 준비
2011년 3월부터 정부에 취임한 피네 게일, 노동당 연립정부는 동성결혼을 도입하는 헌법 개정안을 발의하기 위한 논의를 시작하였다. 2012년 7월 10일 아일랜드 공화국 국회의 하원은 동성결혼을 도입하기 위한 헌법 개정안 조항을 헌법 제정 위원회에 요청하였으며, 1년 뒤인 2013년 4월 14일 헌법 제정 위원회는 국회와 시민사회 참여하에 국민투표에 사용할 헌법 개정안 조항을 승인하였고, 7월 2일 공식 보고서를 국회에 제출하였다.
2013년 11월 5일, 2015년 상반기에 치루어질 34회 헌법 개정 국민투표가 발표되었다. 아일랜드 공화국의 총리 엔다 케니는 동성결혼을 위한 국민투표가 2015년 봄에 열릴 것이라고 밝혔고, 2015년 5월 22일 국민투표가 시행되었다.
국민투표에 앞서 2015년 4월 6일에는 국회가 《아동 및 가족 관계법》을 개정하여 동성 커플에게 입양권과 양육권을 보장하였다.

### 국민투표
2015년 1월 21일 공개된 헌법 개정안은 헌법 제41조에 다음과 같은 조항을 추가할 것을 담고 있다.
결혼은 성별에 상관 없이 두 성인 간의 법적 합의에 따라 성립한다.

2015년 3월 법무부는 국민투표의 통과를 대비하여 동성결혼을 허용하는 헌법에 일치할 새 《결혼법》개정안을 공개하였다. 또한 이 개정안은 결혼 신청서와 다른 관련법 등에서 법률 용어를 중립적으로 변경하는 것을 포함하고 있다.
동성결혼을 위한 국민투표는 2015년 5월 22일 열렸으며, 전체 43개 선거구의 개표결과 62.07%의 찬성률로 헌법 개정안이 통과되었다. 투표 결과에 따라 법무부 장관은 동해 여름 결혼법 개정안을 국회에 공식 상정할 것이라 밝혔다. 하지만 동성결혼 반대자들의 국민투표에 대한 법적 효력 소송 등으로 인해 공화국 내각과 입법부는 법안 투표를 연기해야만 했다.
| 2015년 제 34회 헌법 개정 투표 | 2015년 제 34회 헌법 개정 투표 | 2015년 제 34회 헌법 개정 투표 |
| 찬성 또는 반대                | 득표수                        | 득표율                        |
| ----------------------------- | ----------------------------- | ----------------------------- |
| 찬성                          | 1,201,606                     | 62.07%                        |
| 반대                          | 734,000                       | 37.93%                        |
| 유효표                        | 1,935,907                     | 99.29%                        |
| 무효표                        | 13,818                        | 0.71%                         |
| 총 득표수                     | 1,949,725                     | 100.00%                       |
| 투표율                        | 60.52%                        | 60.52%                        |
| 유권자수                      | 3,221,681                     | 3,221,681                     |

### 2015년 결혼법
2015년 9월 16일 고등법원의 국민투표 소송 기각에 따라, 법무부는 결혼법 개정안을 내각에 상정하였고 2015년 내에 동성결혼이 가능해지도록 하는 것이 목표라고 대변인이 밝혔다. 새 결혼법은 2015년 10월 22일 국회의 양원을 통과하고, 10월 29일 대통령의 서명을 받았다.

### 동성결혼
아일랜드 공화국에서는 이성커플이든 동성커플이든 결혼을 하려면 3개월전에 미리 통지를 하여야 하지만 이미 시민결합 하에 있는 커플은 5일만에 결혼증명서를 발급할 수 있다.
해외에서 발급받은 동성커플의 결혼증명서는 2015년 11월 16일부터 아일랜드 공화국내에서도 정식으로 인정받는다. 아일랜드의 최초 동성 결혼식은 바로 다음날인 11월 17일에 열렸다.

## 여론
2008년 여론조사에 따르면 아일랜드 국민의 84%가 시민결합을, 58%가 동성결혼을 지지하였다.
2013년 11월부터 노동당과 녹색당, 사회당 신 페인, 피아나 페일 피네 게일 등 아일랜드 공화국의 모든 원내 정당들이 동성결혼을 지지하고 있다.
2014년 4월 공개된 아이리쉬 타임즈의 여론 조사에 따르면 동성결혼 국민투표에서 응답자의 67%가 찬성, 21%가 반대, 12%가 아직 결정하지 못했다고 답하였다.
2015년 국민투표에 앞선 여론 조사에서는 모든 나이대, 지역, 남녀, 정당지지층에서 과반 이상이 동성결혼에 찬성하는 것으로 나타났다. 젊은 세대에서 동성결혼 지지 의견이 가장 강하며, 신 페인과 노동당 등 좌파 지지층은 피네 게일이나 피아나 페일의 우파 지지층보다 더 동성결혼을 지지하는 경향이 있다. 또한 여성이 남성보다 동성결혼을 더 지지하는 것으로 드러났다.
2015년 유로바로미터의 조사에선 아일랜드 사람들의 80%가 유럽 전역에서 동성결혼이 허용되어야 한다고 주장하였으며, 15%만이 반대하였다.